# Endre Madarász
Endre Madarász (* 8. November 1909 in Szerbittabé; † 3. Mai 1976 in Budapest) war ein ungarischer Diskuswerfer.
Bei den Olympischen Spielen wurde er 1932 in Los Angeles Sechster. 1936 in Berlin schied er in der Qualifikation aus.
1931 und 1933 wurde er Englischer Meister, 1936 und 1937 Ungarischer Meister. Seine persönliche Bestleistung von 48,75 m stellte er am 26. September 1937 in Budapest auf.